# Umění pravěku
Umění pravěku představuje nejdelší období vývoje umění, od prvních estetických projevů předchůdců dnešního člověka po vznik civilizací používajících písmo.

## Nejstarší projevy umění

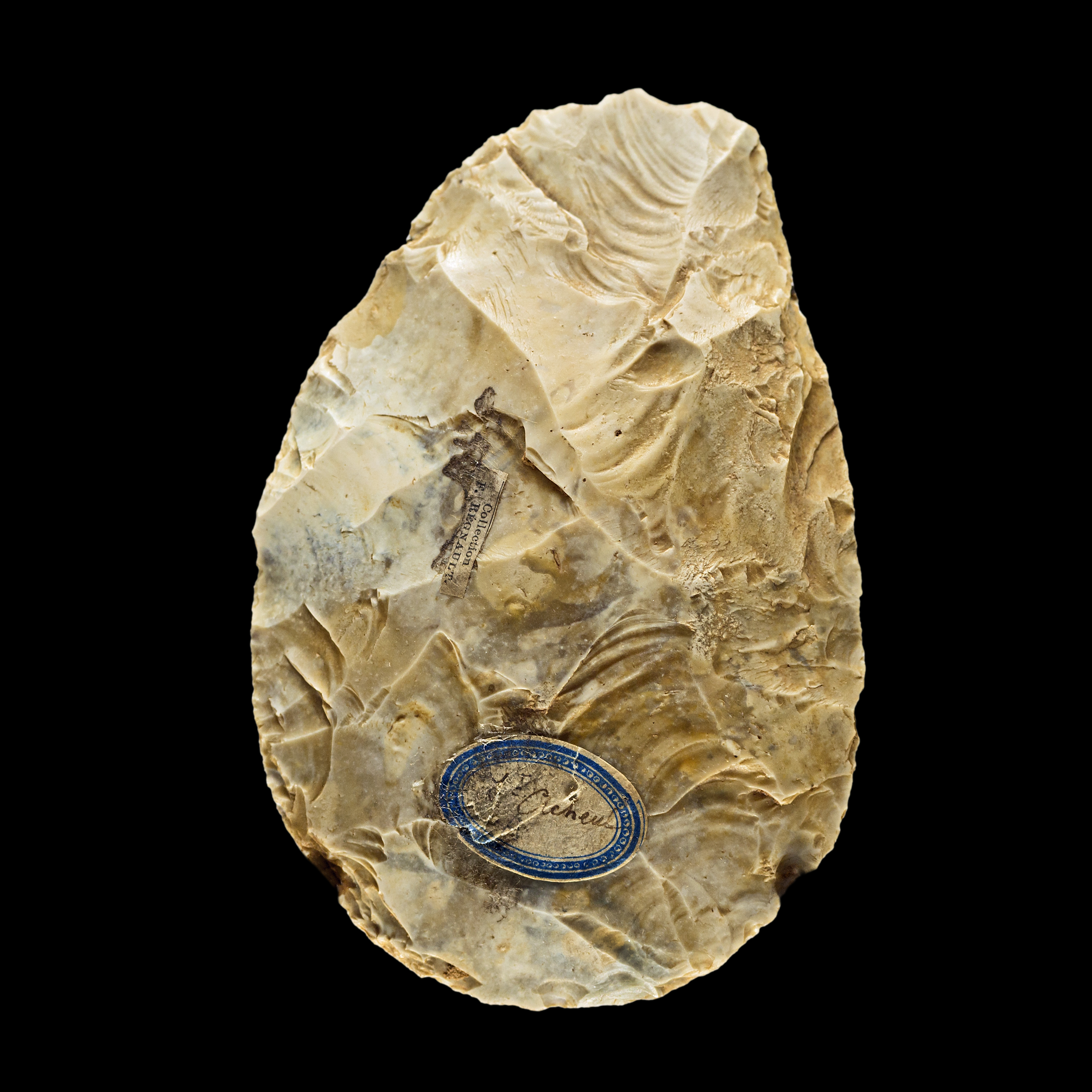
Pěstní klín, stáří 300–500 tisíc let

Nejstarší nepřímé doklady estetického zájmu předchůdců dnešního člověka lze nalézt od nejstaršího paleolitu. Mohou k nim patřit nálezy dokládající sběr zajímavých kamenů, užití barviva nebo opracování předmětů nemající jednoznačně praktickou funkci – např. vrypy do kosti nebo symetrie pěstního klínu. Zrození skutečného umění je však spojeno až s objevem moderního člověka a jeho příchodem do Evropy před přibližně 40 000 lety, tedy s obdobím mladého paleolitu.
130 000 let staré orlí drápy nalezené v Krapině v Chorvatsku někteří antropologové považovali za příklad neandrtálského umění. Někteří navrhli, že neandrtálci mohli toto chování zkopírovat od Homo sapiens. David W. Frayer však tento názor zpochybnil a řekl, že Homo sapiens nebyl v oblasti, kde byly drápy objeveny, ani po 100 000 letech.

## Mladý paleolit

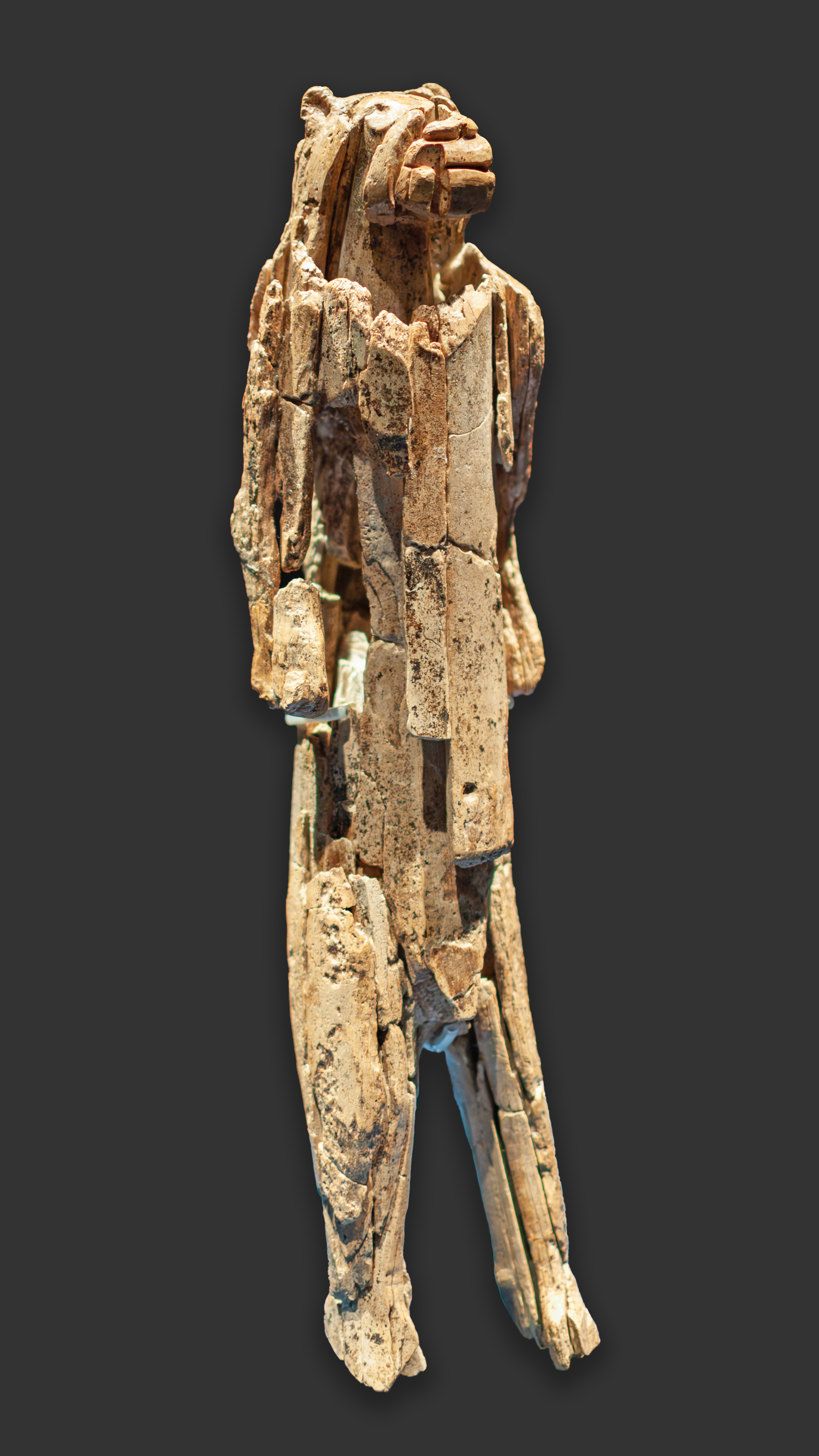
Lví muž, stáří asi 40 tisíc let.

Mladý paleolit je období vzniku a rozkvětu pravěkého umění, tvořené kromaňonci (neandrtálci), lidmi dnešního typu přišlými do Evropy kolem roku 40 000 (35 000), a končící s poslední dobou ledovou kolem roku 10 000 př. n. l. Starší představa o postupném vývoji umění od jednoduchých forem po náročnější díla v průběhu jednotlivých mladopaleolitických kultur musela být revidována po nálezu Chauvetovy jeskyně v roce 1994.
Nejstarší období prezentované především kulturou aurignacien vyniká zejména drobnými soškami. Kromě zobrazení různých, často již vyhynulých zvířat se již od začátku období objevují lidské postavy. Patří k nim první známé venuše, zvláště asi nejstarší Venuše z Hohle Fels a podobně starý Lví muž (muž se lví hlavou) z Hohlenstein Stadel. Doklady malířského umění nejsou příliš četné, ale jedny z nejstarších v Chauvetově jeskyni, představující různé druhy zvířat, patří k výtvarně nejvyspělejším z celého mladšího paleolitu.
Střední období představované gravettienem přináší další příklady drobné plastiky jako je hlavička z Brassempouy, Willendorfská venuše nebo první doklad použití keramiky, Věstonická venuše. Kromě toho se objevují skalní rytiny (Foz Côa) i malby zvířat doprovázené negativními otisky ruky (jeskyně Pech Merle).
Pozdní fázi zastupuje především magdalénien, během kterého se rozvíjí výtvarná výzdoba předmětů denní potřeby s použitím geometrických i zvířecích a figurálních motivů. Nejslavnější díla tohoto období jsou ovšem četné jeskynní malby, ke kterým patří zvířecí motivy v jeskyních Altamira a Lascaux.
Z nálezů na českém území vynikají kromě Věstonické i Petřkovická venuše nebo ženský idol z Hlubokých Mašůvek.
Některé objevy naznačují, že pravěké umění (v podobě skalních rytin) produkovali také obyvatelé jihoamerické Kolumbie ještě v průběhu poslední doby ledové.

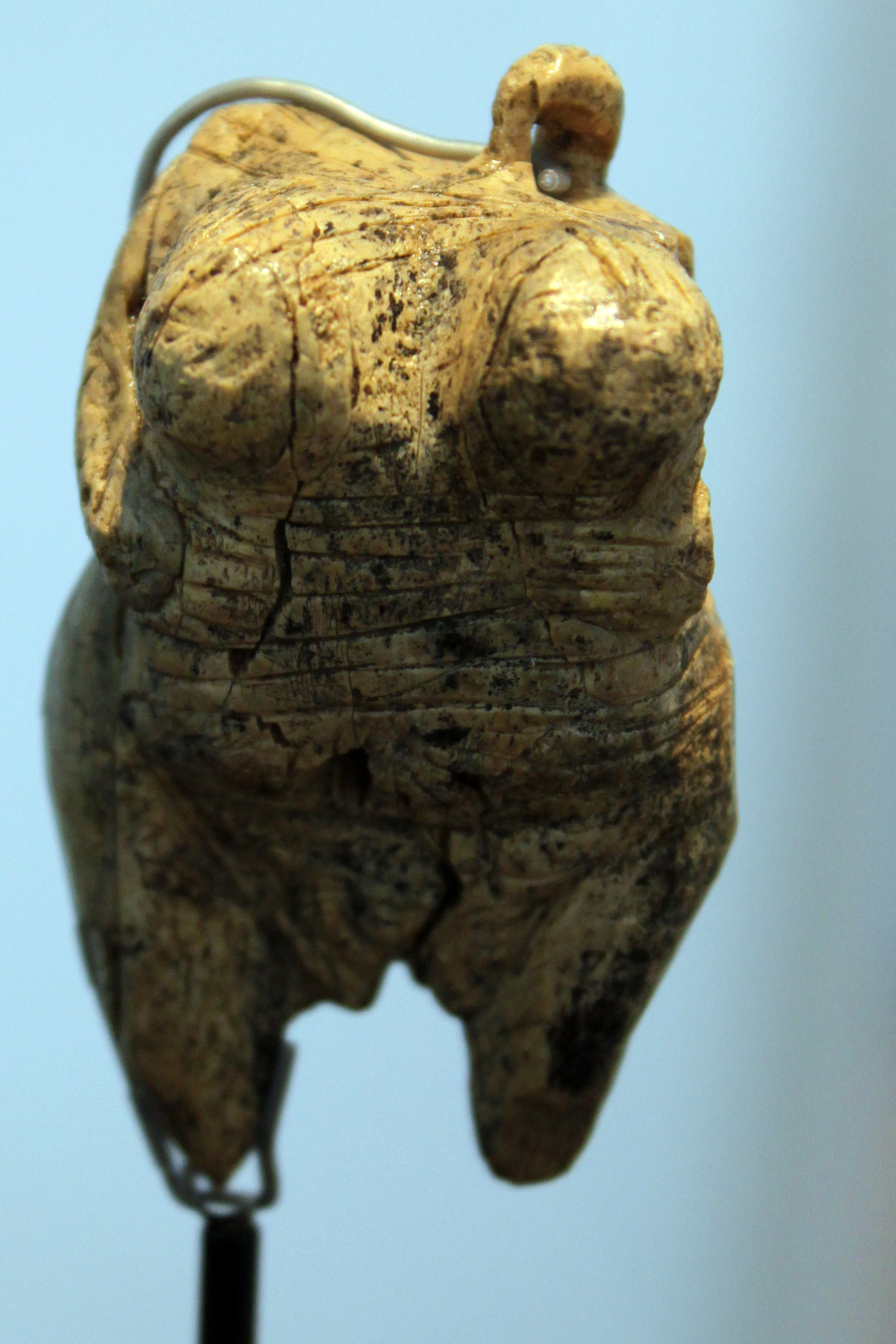
Venuše z Hohle Fels (stáří min. 35 tisíc let)
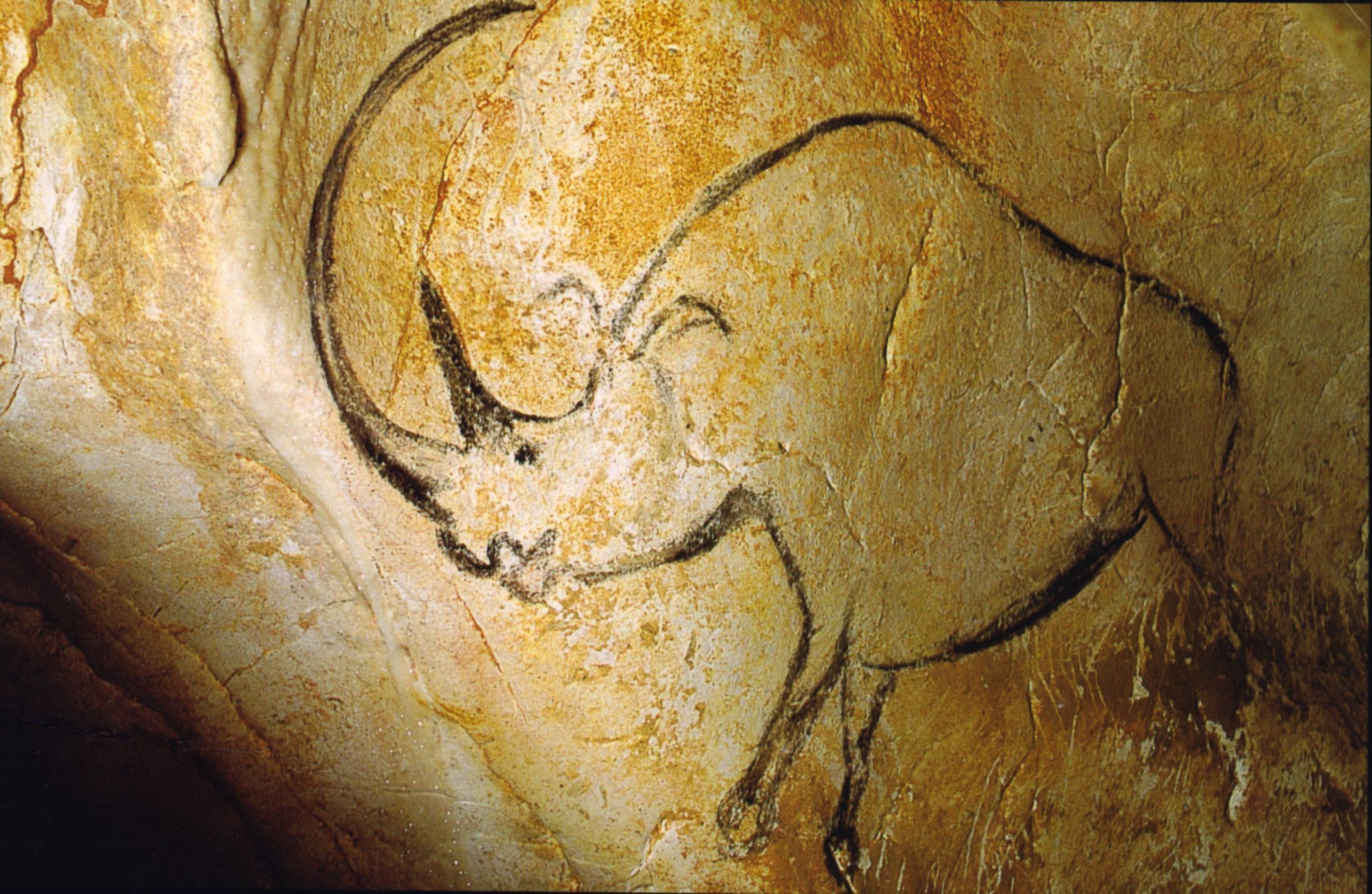
nosorožec, Chauvetova jeskyně (30-32 tisíc let)
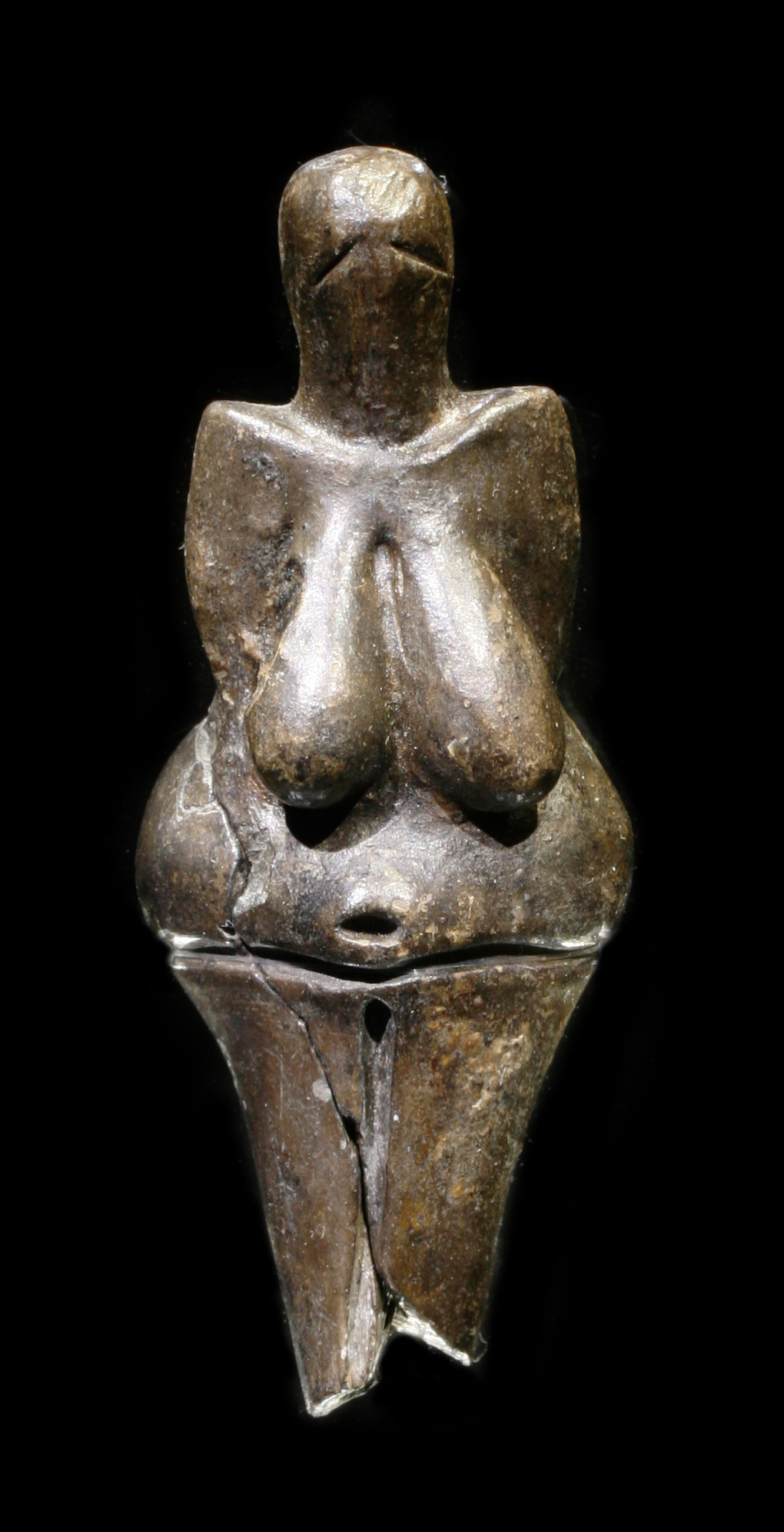
Věstonická venuše (27-31 tisíc let)
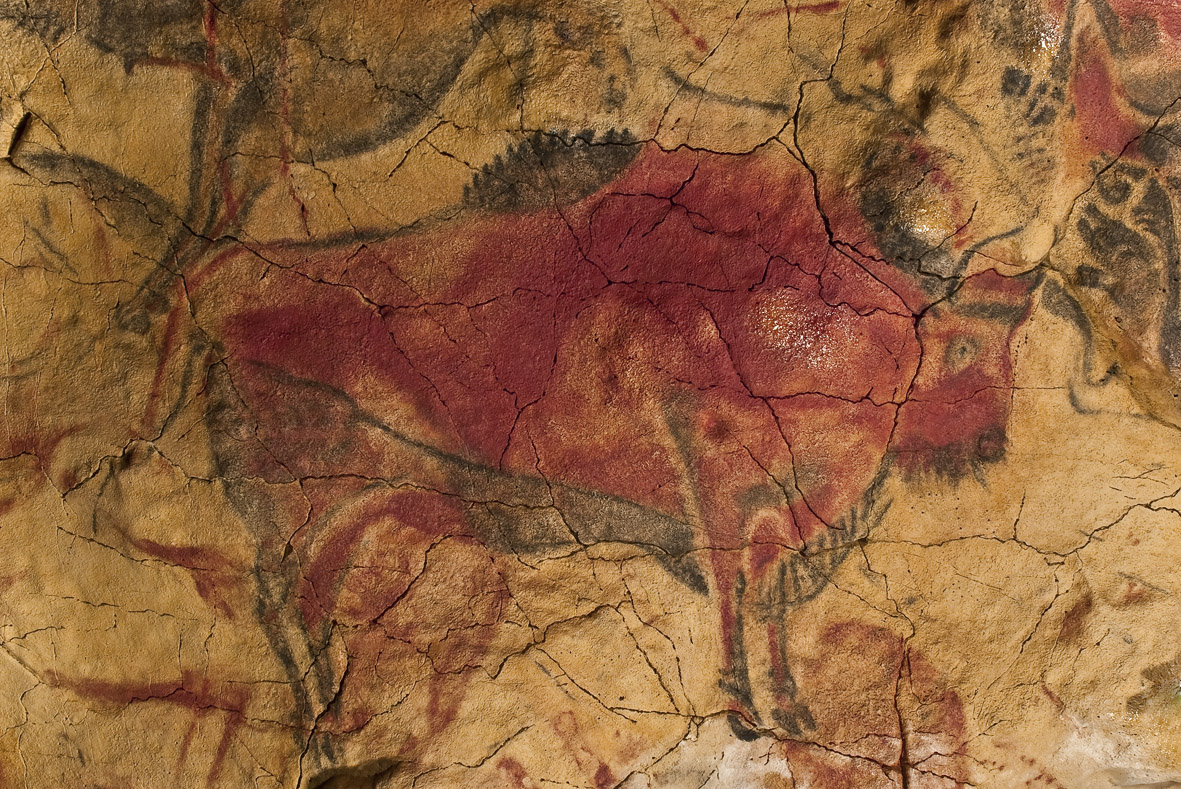
Bizon, jeskyně Altamira
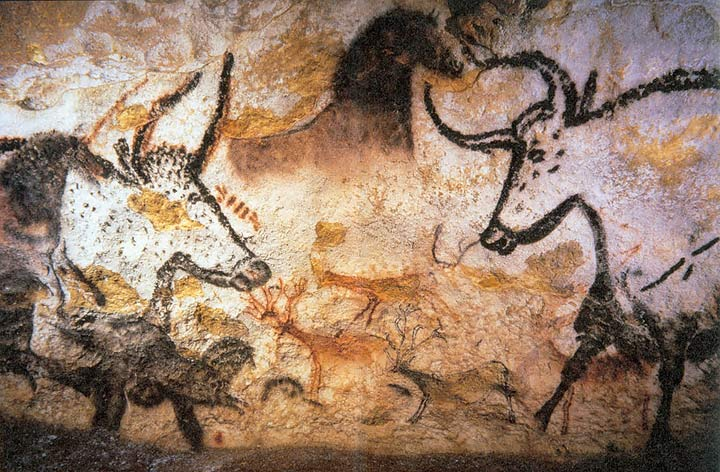
Kresby zvířat, Lascaux

## Neolit

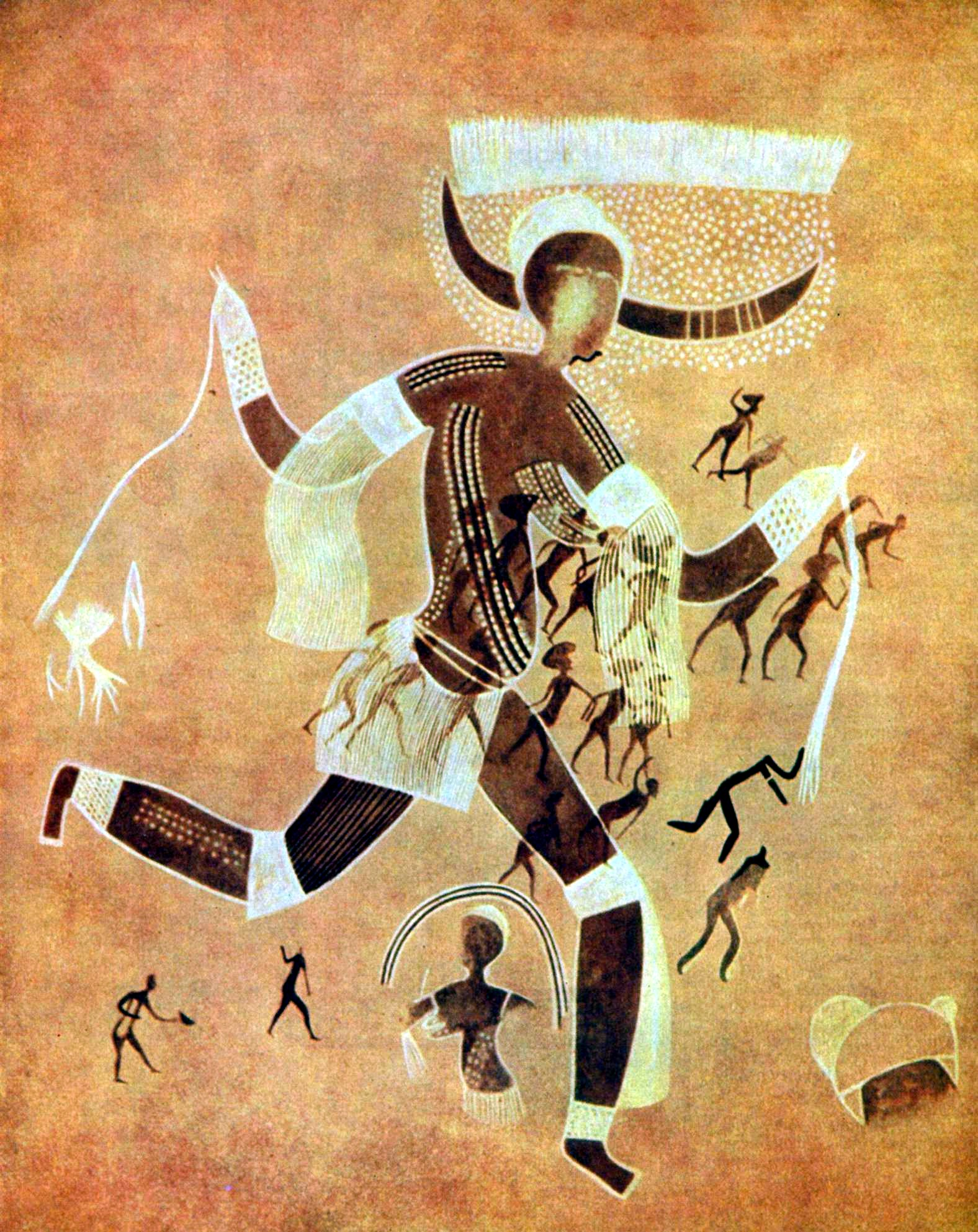
Saharská neolitická malba

Po umělecky neplodném období přechodného období konce poslední doby ledové (pozdní paleolit, mezolit) vzniká na nových základech umění neolitu, době počátku zemědělství a usedlého způsobu života. Povrch kamenných nástrojů je broušen do hladka, používá se různě tvarovaná a zdobená keramika. Objevují se ženské postavy, snad bohyně plodnosti, i šperky z různých materiálů. Později se budovaly monumentální kamenné stavby (viz níže). Neolitické umění se vyznačuje určitou zjednodušující a abstrahující schematičností, která jej odlišuje od mistrovských děl paleolitu. Je to dobře patrné například na nástěnných malbách východního Španělska (památka Unesco), zobrazující různé scény života lidí. Zvláštní zmínku zaslouží působivé skalní rytiny a malby v oblasti Sahary.
Doba skončení neolitu a navazující kultury se značně liší v závislosti na oblasti. Úrodné oblasti umožnily již několik tisíciletí před naším letopočtem vznik vyspělých starověkých civilizací a rozvoj umělců jako samostatného povolání. Na jiných územích dál přetrvával pravěký způsob života, ve kterém mělo umění řemeslně-výzdobné či jinak závislé postavení.

## Pozdní pravěk

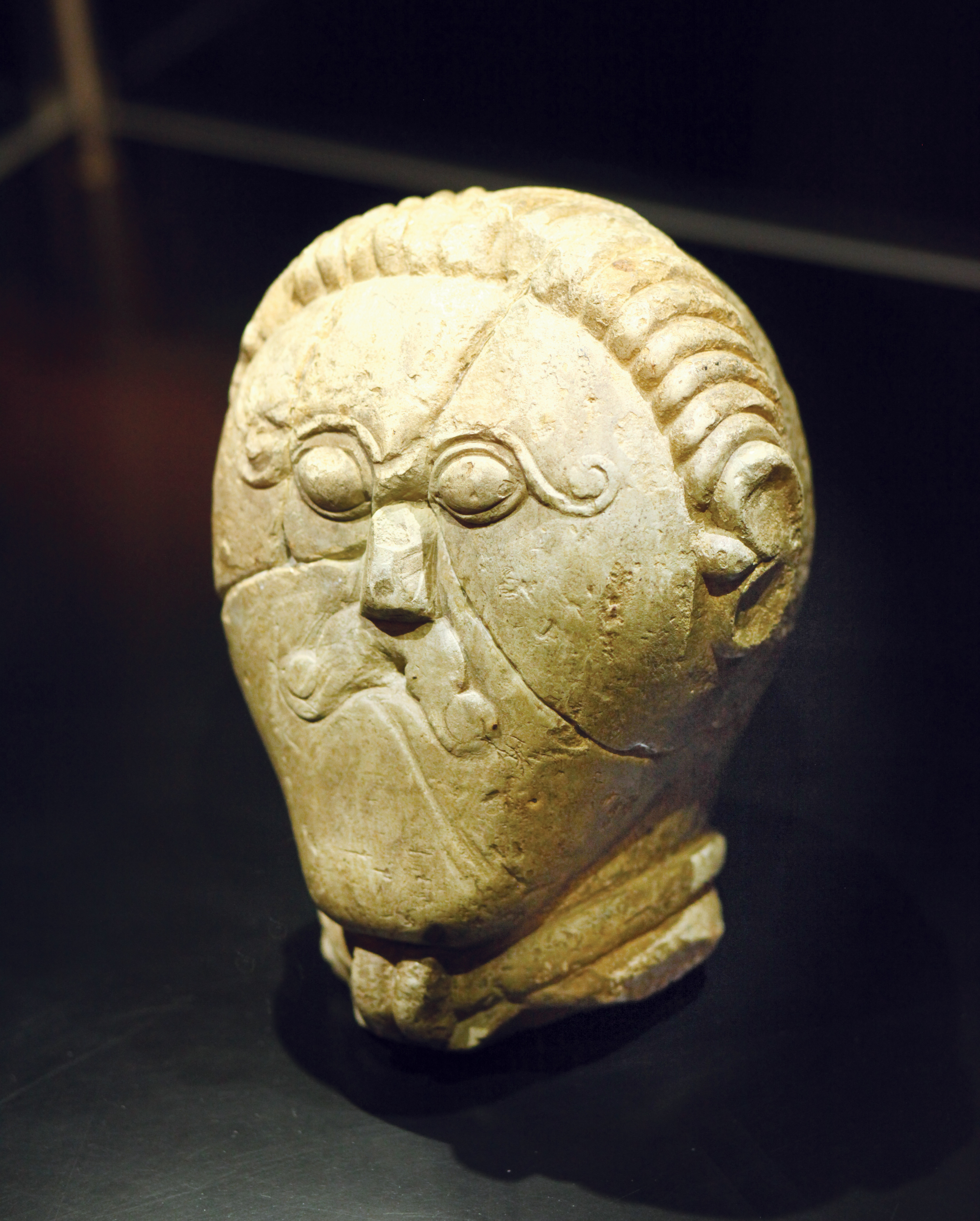
Kamenná hlava z keltského sídliště, laténská kultura

Pro období po skočení doby kamenné je typické používání kovů a složitější uspořádání společnosti, dělba práce a rozvrstvení společnosti. Rozvoj kultury je však značně nerovnoměrný: v některých oblastech přímo navazují vyspělé starověké civilizace, jinde se rozlišují ještě klasická doba bronzová a železná. Za prehistorické je však možné označovat i kultury v místech, kde došlo k přijetí písma až ve středověku, například v souvislosti s christianizací.
Ke společným znakům poneolitického umění patří výrobky z kovů (měď, zlato, bronz, železo), kromě nástrojů se objevují výtvarně zpracované šperky a zbraně, které měly význam jako odznak společenského postavení. Nové materiály ovlivnily i výzdobu stále hojně používané keramiky, která začala být tvarována pomocí hrnčířského kruhu. V různé míře se také projevují vzory a inspirace umělecky vyspělejších kultur.

## Architektura
Pravěku vděčíme za to, že nám zanechal odkaz společenského poslání základů architektonické tvorby, včetně jejich kompozičních principů, jako je dominanta a rytmus mohutných megalitických staveb.

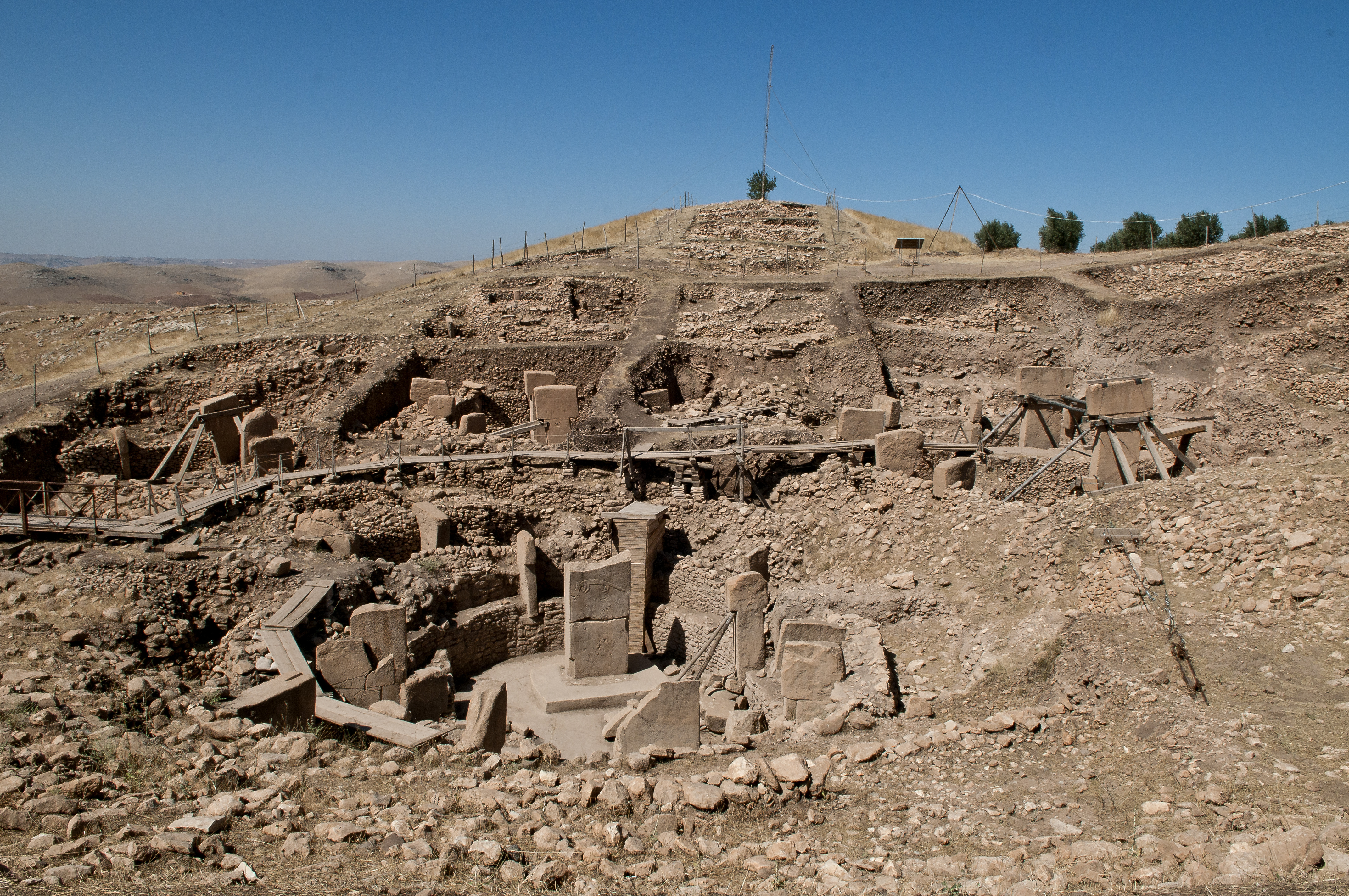
Göbekli Tepe, kruhový chrám, stáří 12-13 000 let
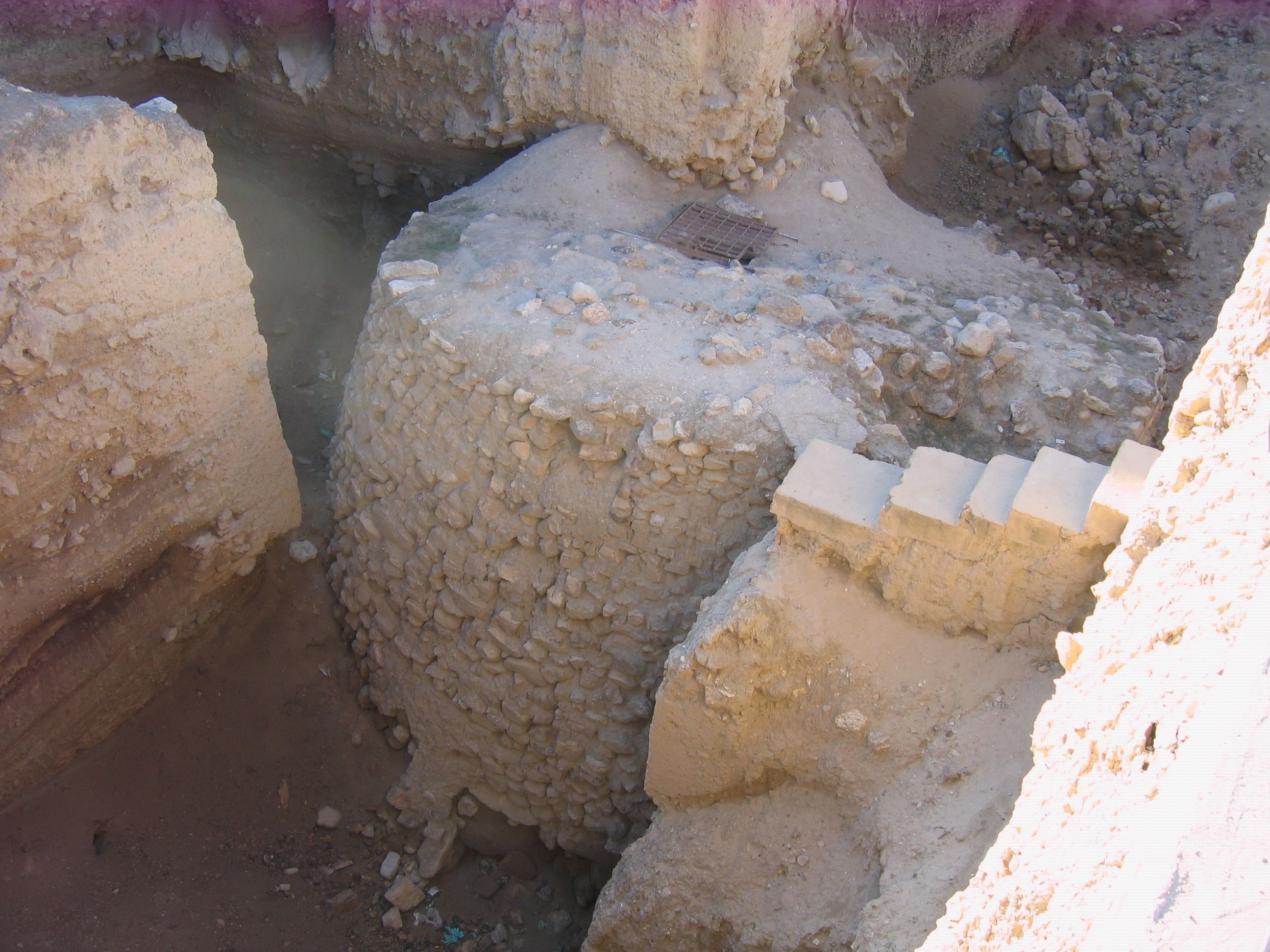
Věž v Jerichu, stáří 10 000 let
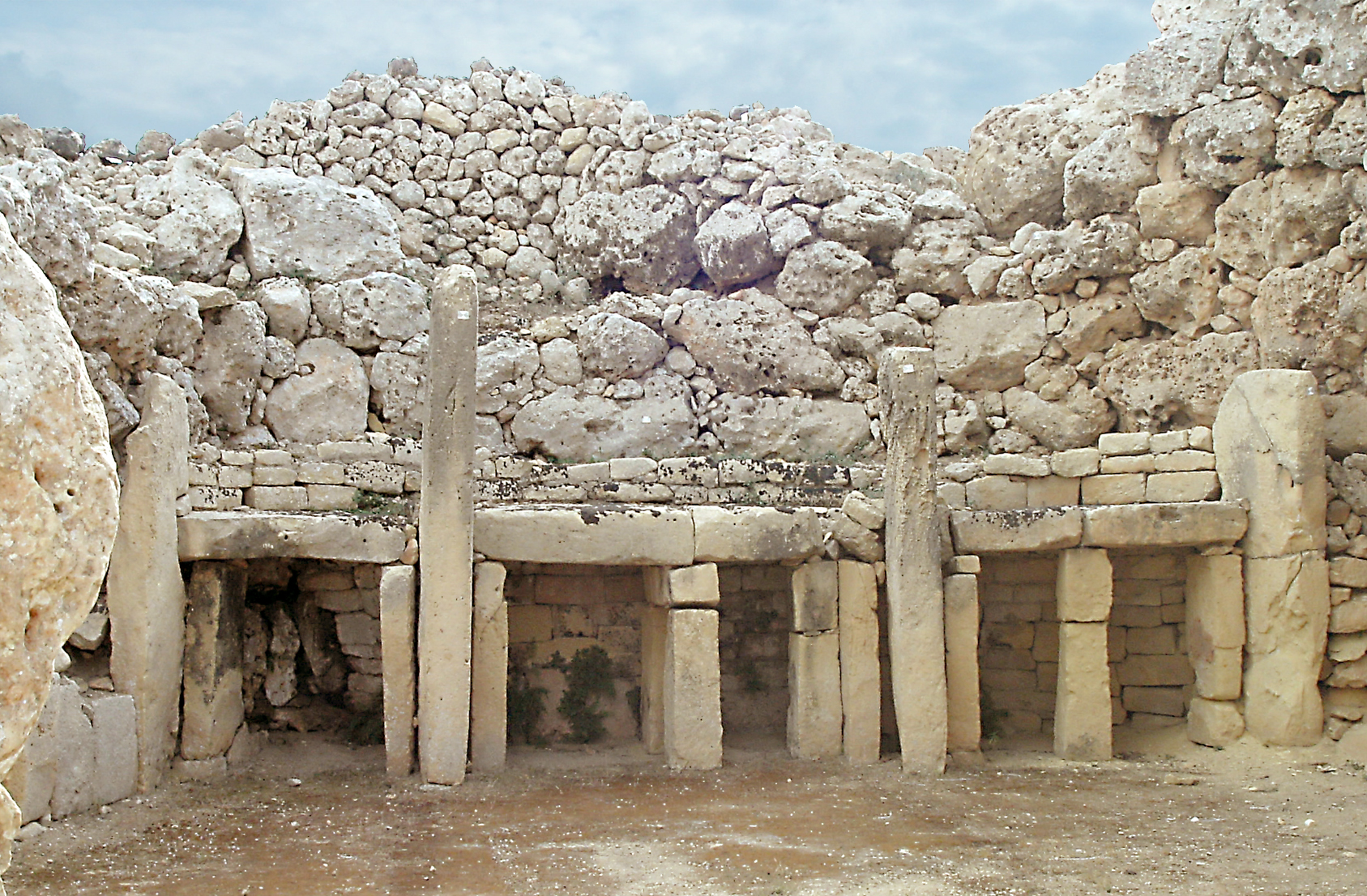
Ġgantija, chrám, stáří 5 500 let
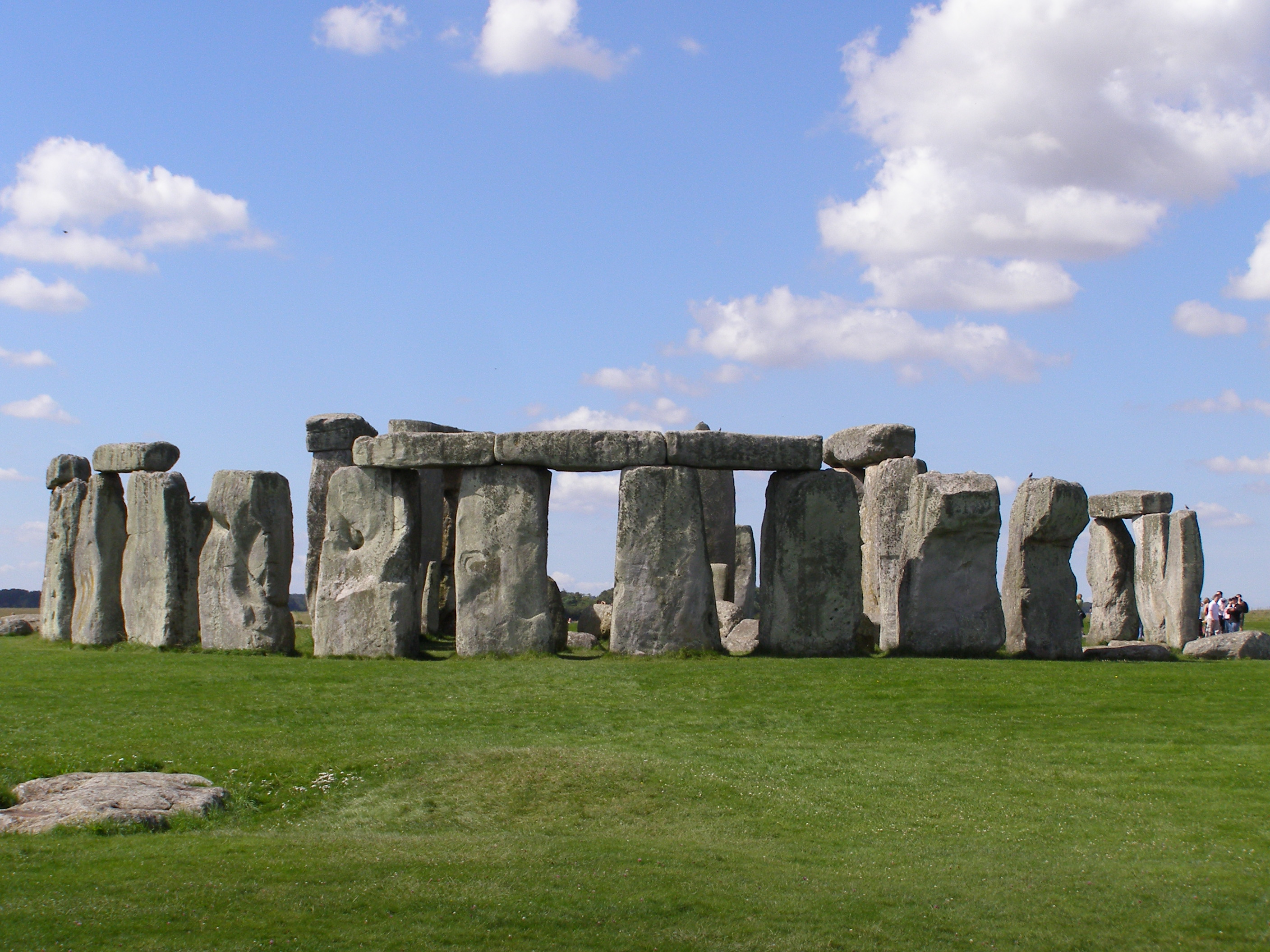
Stonehenge, stáří asi 4 500 let